# Fontaine l'Embâcle
La fontaine de l'Embâcle est une fontaine située dans le 6e arrondissement de Paris, place du Québec au croisement de la rue de Rennes, de la rue Bonaparte et du boulevard Saint-Germain. Elle est face au Café de Flore et au café Les Deux Magots.

## Histoire
La place du Québec est inaugurée en 1980 et c'est en 1984 que cette œuvre de l'artiste québécois Charles Daudelin est offerte à la ville. Elle est inaugurée le 25 octobre 1984. La fontaine est composée de plusieurs plaques de bronze plus ou moins courbées qui prolongent le trottoir environnant. Cette continuité donne l'impression que le trottoir est soulevé par l'eau qui en émerge.
Le nom « embâcle » désigne l'obstruction du lit d'un cours d'eau par un empilement massif de glace. La fontaine symbolise ainsi le moment de l'année où la glace de l'hiver libère les eaux jaillissantes du Saint-Laurent et des rivières du Québec.